# ラボバンク
ラボバンク（Rabobank、正式名称：Coöperatieve Rabobanks U.A.）はオランダ・ユトレヒトに本拠地を置く金融機関。

## 歴史・概要
ラボバンクは、農業組織向け金融機関の統轄金融機関（日本の農林中央金庫に相当）であり、民法に基づく協同組合型の会社として組織されている。
かつての正式名称、Coöperatieve Centrale Raiffeisen-Boerenleenbankを日本語に訳すと協同組合中央ライファイゼン農業者銀行といったところであり、ライファイゼン型の協同組合は、資金の無い者同士が集まって資金を外部から調達するというもので、その為の中央機関を結成するのが特徴とされる。
ラボバンクは、単位協同組合のローカルラボバンクと、ラボバンク・ネダーランドと称する中央機関で構成されている。
前者のローカルラボバンクは各々が自立した経営を行うと同時に、相互に保証しあうことでグループ内での信用を補完している。ローカルラボバンクは一人一票の投票で役員などを選出する単位組合であり、組合員数は2000年4月末時点では約56万人あったが、2014年12月時点では約195.9万人となった。ローカルラボバンクは2000年4月末時点では424行あったが、2006年3月時点では385行となり、2014年12月時点では113行となった。
ラボバンクは農業金融の組織として発達したことから、オランダにおける同分野で約85%という高い占有率を持っている。この点では農業協同組合の金融部門である日本のJAバンクと農林中金に近い面を持つ。しかし、国内における農業金融市場には限界があることから他の分野に進出し、住宅ローンや中小企業向け金融などを強化するなど農業の銀行からの脱却を図っている。その結果、オランダ国内では、住宅ローンの2014年度の新規融資で約22%のシェアを持ち、中小企業向けの貸し出しでも1位となって2014年末時点で約39%のシェアを持つようになった。さらに、オランダ国内における貯蓄口座でも1位となり、2014年12月時点では占有率約36%となった。2000年4月末時点で月100万件のアクセス数となり、2006年3月時点で預金高の約43%はインターネットによるものとなるなどインターネットバンキングの比率も高めとなった。

## 海外事業
海外拠点は、2000年4月末時点では38カ国に147であったが、2006年3月時点では37か国に244となり、農業関連のノウハウを活用して北米での農業金融などの展開を進めた。その後、海外拠点数は2013年12月時点では769に達したが、2014年12月時点では40カ国で440となった。海外での金融事業は2014年12月時点では約821億ユーロで、そのうち食料・農業関連産業が約549億ユーロで約72%を占めている。地区別では、北米が約302億ユーロ、オーストラリア・ニュージーランドが約187ユーロ、オランダ以外のヨーロッパが約148億ユーロとなっている。
2010年6月中国農業銀行の株式公開に際して約221億ドルの増資のうち約2.5億ドルを引き受け、資本・業務提携した。この提携により、中国の食品業界などとの関係を強化し、中国などアジアにおける外国産食品の需要増に伴う収益確保を狙った。日本では2000年8月に東京にラボバンクの支店を開設し、2015年（平成27年）5月27日に日本の農林中央金庫との提携が発表された。
2017年2月、国内の法律家がラボバンクをメキシコの麻薬カルテルと資金洗浄に及んだとして告発した。